# Deutsch–Französische Jahrbücher
Deutsch–Französische Jahrbücher (literalment, "Anuaris Franco-Alemanys") fou una revista publicada a París per Karl Marx i Arnold Ruge. En ell, Marx publicà el seu assaig Sobre la qüestió jueva i la introducció al manuscrit Zur Kritik der Hegelschen Rechtsphilosophie ("Crítica a la filosofia del Dret de Hegel"). Friedrich Engels també envià articles a la revista, i la publicació de l'assaig d'Engels "Esquemes d'una crítica de l'economia política" comportà una major correspondència entre Marx i Engels. Fou creat com a reacció a la censura del Rheinische Zeitung. El febrer de 1844 només aparegué un número, un número doble.
En els mesos següents a la publicació, Marx fou acusat pel govern prussià dels crims d'alta traïció i lesa majestat pels seus escrits a la revista. La publicació se suspengué a causa de les diferències de principis entre Marx i Ruge, així com la dificultat d'entrar-la de contraban a Alemanya.